# Svenskbyträske
Svenskbyträske (estniska: Rootsiküla järv) är en insjö i Lääne-Nigula kommun i landskapet Läänemaa i västra Estland. Den ligger 70 km sydväst om huvudstaden Tallinn. Svenskbyträske ligger 12 meter över havet. Arean är 0,04 kvadratkilometer och maximalt djup är 2 meter.
Sjön ligger invid byn Nyby (estniska: Niibi) och i mossen Niibi raba som även omfattar Storträske.